# Englehart River
Englehart River är ett vattendrag i Kanada.   Det ligger i provinsen Ontario, i den sydöstra delen av landet, 400 km nordväst om huvudstaden Ottawa.
Trakten runt Englehart River består till största delen av jordbruksmark. Runt Englehart River är det mycket glesbefolkat, med 2 invånare per kvadratkilometer.